# 韓昶
韓昶（799年—855年7月25日），字有之，唐代人。韩愈长子。早年從樊宗師學文，大和元年进士，釋褐邠州從事，試宏文館校書郎。後拜左拾遺。牛僧孺鎮守襄陽時，奏請為支使。大中九年（855年）六月三日有疾，八日卒於任上。二子：韩綰，字持之；韩袞，字獻之。